# Sonate pour violon et piano no 1 de Bartók
Pour les articles homonymes, voir Sonate pour violon et piano.
La Sonate pour violon et piano no 1 Sz 75 de Béla Bartók est une œuvre de musique de chambre composée en 1921, dédiée à la violoniste Jelly d'Arányi.

## Structure
La sonate comporte trois mouvements :
1. Allegro appassionato
2. Adagio
3. Allegro